# Campodipietra
Campodipietra – miejscowość i gmina we Włoszech, w regionie Molise, w prowincji Campobasso.
Według danych na rok 2004 gminę zamieszkiwało 2059 osób, 108,4 os./km².